# 大波萊
50°54′34″N 26°36′25″E / 50.90944°N 26.60694°E
大波萊（烏克蘭語：Велике Поле），是烏克蘭西部里夫內州里夫內區貝雷茲內市鎮的村莊，始建於1870年，面積0.6平方公里，海拔高度188米，2001年人口414，人口密度每平方公里690人。